# Hainsdorf im Schwarzautal

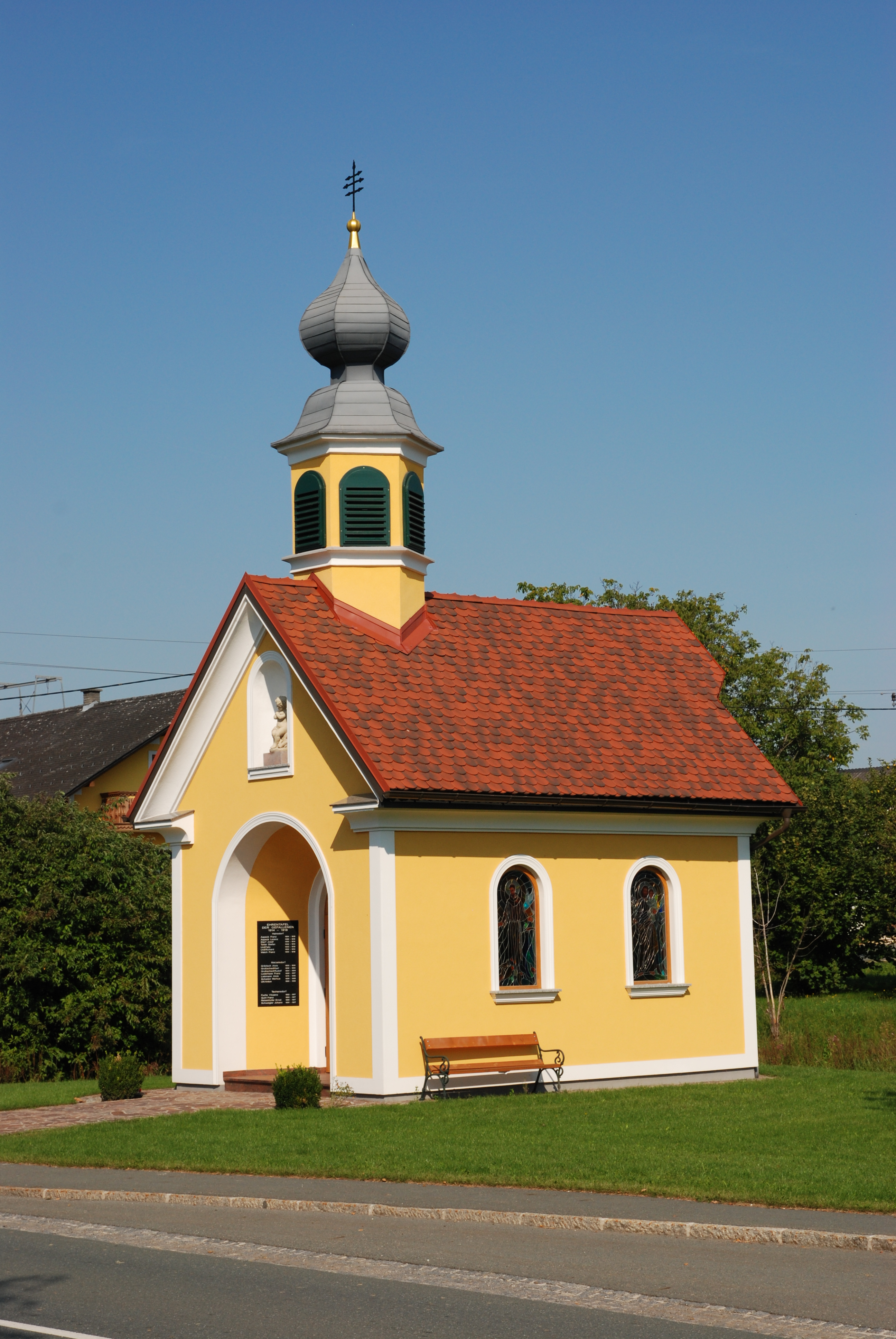
Kapelle Hainsdorf

Hainsdorf im Schwarzautal ist eine Ortschaft und eine Katastralgemeinde in der Steiermark. Hainsdorf im Schwarzautal war bis Ende 2014 auch eine Gemeinde im Bezirk Leibnitz (Gerichtsbezirk Leibnitz) in der Steiermark. Im Rahmen der Gemeindestrukturreform in der Steiermark wurde sie am 1. Jänner 2015 mit den Gemeinden Wolfsberg im Schwarzautal, Breitenfeld am Tannenriegel, Mitterlabill und Schwarzau im Schwarzautal zusammengeschlossen. Die neue Gemeinde führt den Namen Schwarzautal. Grundlage dafür war ein gemeinsamer Antrag dieser Gemeinden.

## Geografie
Hainsdorf im Schwarzautal liegt im Bezirk Leibnitz im österreichischen Bundesland Steiermark.

### Gliederung
Das ehemalige Gemeindegebiet umfasst drei Ortschaften (in Klammern Einwohnerzahl Stand 1. Jänner 2024):
- Hainsdorf im Schwarzautal (119)
- Matzelsdorf (82)
- Techensdorf (50)

## Nachbarorte
|            | Breitenfeld                                 | Wolfsberg                 |
| Ragnitz    | Kompassrose, die auf Nachbargemeinden zeigt |                           |
| Gabersdorf |                                             | Sankt Nikolai ob Draßling |

## Geschichte
Die Ortsgemeinde als autonome Körperschaft entstand 1850. Nach der Annexion Österreichs 1938 kam die Gemeinde zum Reichsgau Steiermark. Von 1945 bis 1955 war sie ein Teil der britischen Besatzungszone in Österreich.

## Politik

### Bürgermeister
Der letzte Bürgermeister war bis 31. Dezember 2014 Karl Tatzl (ÖVP).

### Gemeinderat
Der Gemeinderat wurde durch die Zusammenlegung zur Gemeinde Schwarzautal ebenfalls am 31. Dezember 2014 aufgelöst. Nach dem Ergebnis der Gemeinderatswahl 2010 belegte die ÖVP alle neun Mandate. Andere Parteien traten nicht zur Wahl an.

### Wappen
Die Verleihung des Gemeindewappens erfolgte mit Wirkung vom 1. Juni 2010.
Wappenbeschreibung: In silbernem grün eingefasstem Schild ein in grünen Kleeblattschnitt (2:1) ausgehender Schildfuß, aus diesem wachsend unter grünem eingebogenem Schildhaupt ein konturierter sechseckiger Kapellenturm mit schwarzer Zwiebelhaube, aufgestecktem dreiarmigem Kreuz und schwarzen, silbern durchbrochenen Fensterbalken.